# Újszeged vasútállomás
Újszeged vasútállomás egy Csongrád-Csanád vármegyei vasútállomás, ahol 2023. Augusztus 1.-től ideiglenesen szünetel a személyszállítás, az utasokat buszok szállítják. A Szeged újszegedi városrészében található a MÁV üzemeltetésében. Közúti elérését a 43-as főútból kiágazó 43 303-as számú mellékút biztosítja. 2023. 08. 01-től a vasútállomás menetrend szerinti vonatot nem fogad.

## Története
A vasútállomás első épülete 1903-ban épült. Az épület gerendavázas-kitöltőfalas stílusban épült fel.
Az állomás történetének sajátos epizódja a második világháború befejező időszaka. Újszeged egy zsákvonal végállomása lett, miután 1944. szeptember 3-án egy angolszász légitámadás romba döntötte a Szegedi vasúti Tisza-hidat. Számos mozdony és vonatszerelvény rekedt a Tiszától keletre, amelyeket a szovjetek gyors előretörése miatt a magyar vasút már nem tudott a Tiszán átmenekíteni. Az újszegedi állomáson összezsúfolódott, hadifelszereléssel megrakott vonatokat ezért 1944. október 9-én visszavonuló magyar egységek felrobbantották. Az előbb Újszeged állomást, majd az egész várost elfoglaló Vörös Hadsereg gyors lépéseket tett a vasútállomás üzembe állítására. Még a hónap folyamán hozzákezdtek egy ideiglenes vasúti fahíd összeállításához. A szovjetek építkezését a németek igyekeztek akadályozni, ezért 1944. november 16-án 25-30 repülőgéppel támadást intéztek Újszeged állomás ellen. A vasútállomásra és környékére 200-nál több bombát dobtak, az egész környéken, így magának az állomásnak a területén is nagyon jelentős károk keletkeztek.
A felrobbantott Tisza-híd pótlására gyorsan felépített ideiglenes fahíd két évvel későbbi megszüntetése óta Újszeged állomás a MÁV jelenlegi 121-es vasútvonalának szegedi végállomása. A már csak kétvágányos állomásnak a délkeleti bejárata felőli oldalán egy vágányzáró sorompóval ellátott szerelőaknás csonka vágány van; az állomás és egyben a vasútvonal északnyugati vége pedig a volt Tisza-híd előtt egy csonka vágánnyal és földkúppal zárul.  Az állomás kitérővágánya több mint 500 méter hosszú. Az elhanyagolt állomásépület használaton kívül van, lepusztult, az ablakokat bedeszkázták, vakolata omladozik, a kapcsolódó épület kiégett. A MÁV a lebontását tervezi.

## Az állomás jövője
Bár közlekedésföldrajzi elhelyezkedése igen jó, a vasútállomás jelen formájában megszűnésre ítélt. A vasútvonaltól délre számos alulhasznosított, ám annál értékesebb belvároshoz közeli ingatlan van. Szeged város 2015-ben a vasútállomás környezetének teljes átrendezése mellett döntött, amelyet a településszerkezeti tervben rögzítettek. A szerkezeti terv szerint a vasúti töltést körülbelül a vasútállomás mai épületének Szőreg felőli oldalán átvágnák, hogy utat engedjenek a Nagykörutat bezáró, új közúti hídra vezető útnak. A 121-es vasútvonalat Újszeged állomás szőregi oldali kitérőinek helyén új nyomvonalra terelnék, így a vonatok a Nagykörút vonalát követve érnék el az új Tisza-hidat és Szeged Nagyállomást. A környék Újszeged vasútállomás megszűnése után sem maradna vasúti kapcsolat nélkül, a mai állomástól némileg délre új vasúti megállót terveznek. Ezt azonban a fejlesztési dokumentumok már nem Újszeged, hanem a Gyimesi utca munkanéven említik.

## Vasútvonalak
Az állomást az alábbi vasútvonalak érintik:
- Kétegyháza–Újszeged-vasútvonal

## Kapcsolódó állomások
A vasútállomáshoz az alábbi állomások vannak a legközelebb:
- Szőreg vasútállomás (1962–, Békéscsaba vasútállomás, Kétegyháza–Újszeged-vasútvonal)
- Újszőreg megállóhely (–1962, Békéscsaba vasútállomás)
- Szeged vasútállomás (–1944)

## Forgalom

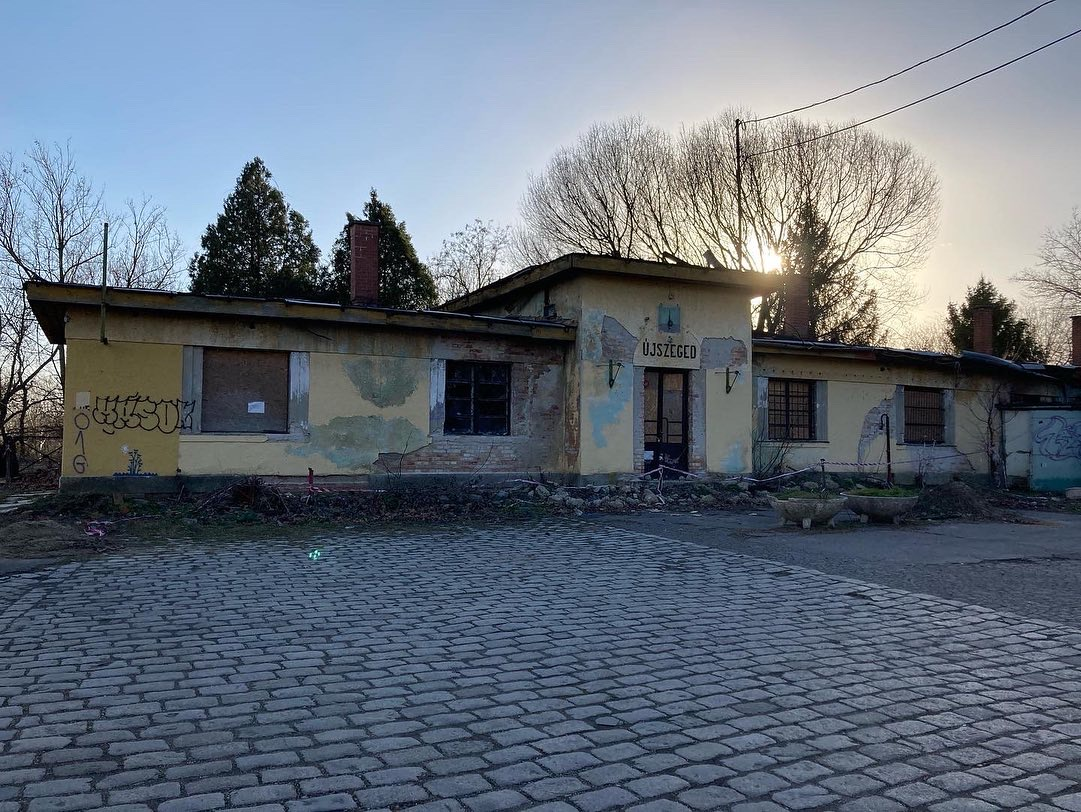
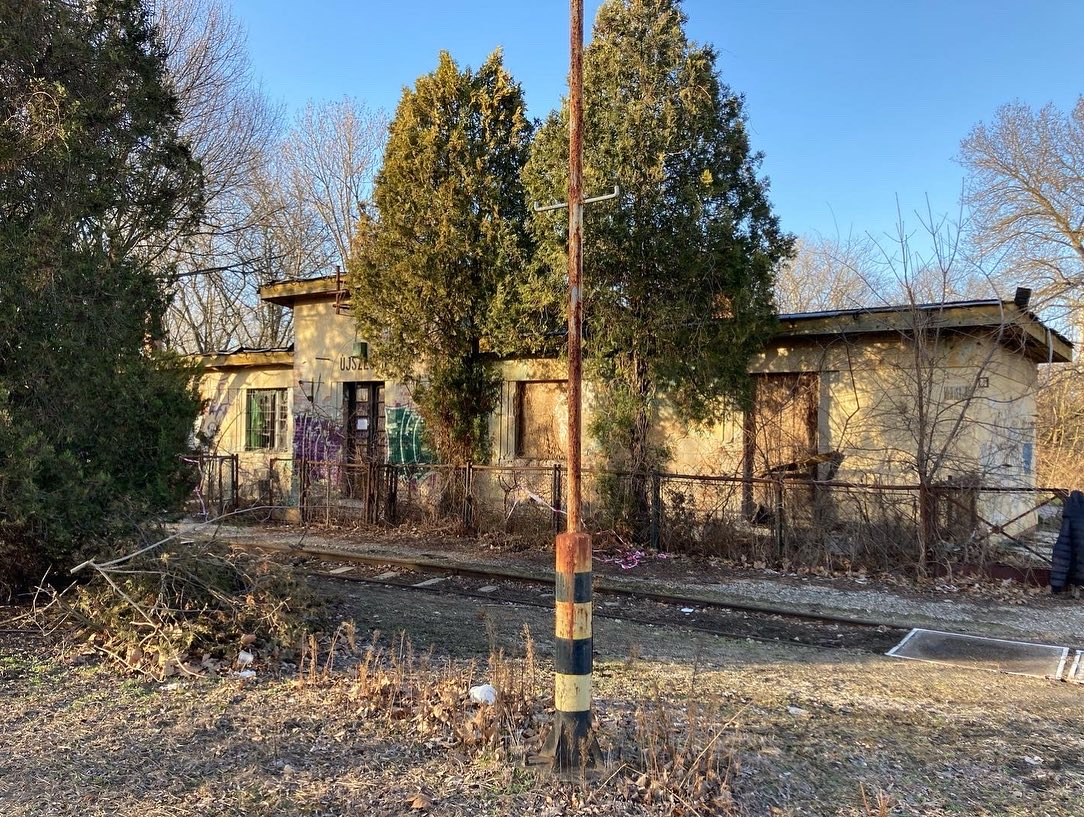
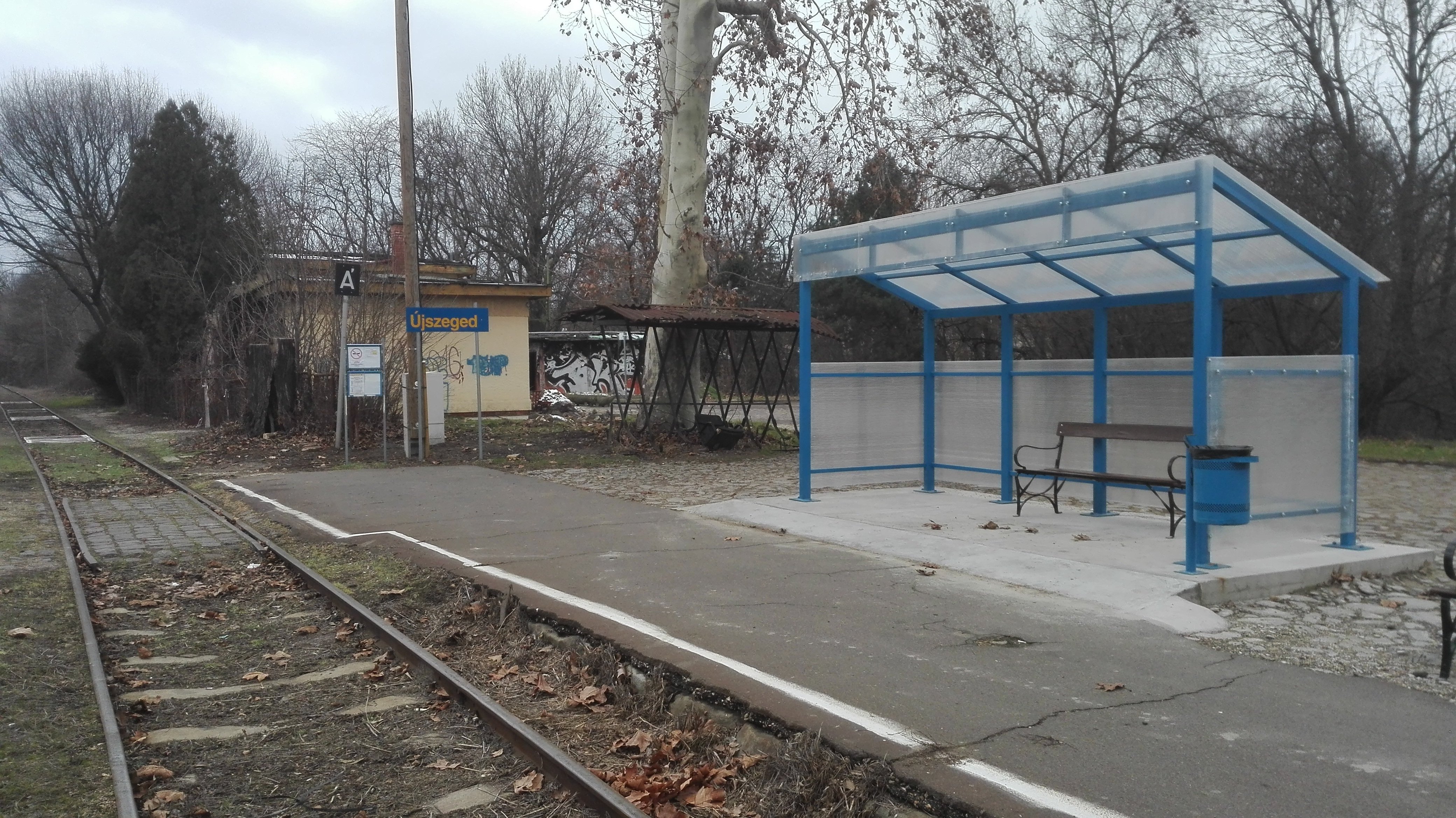
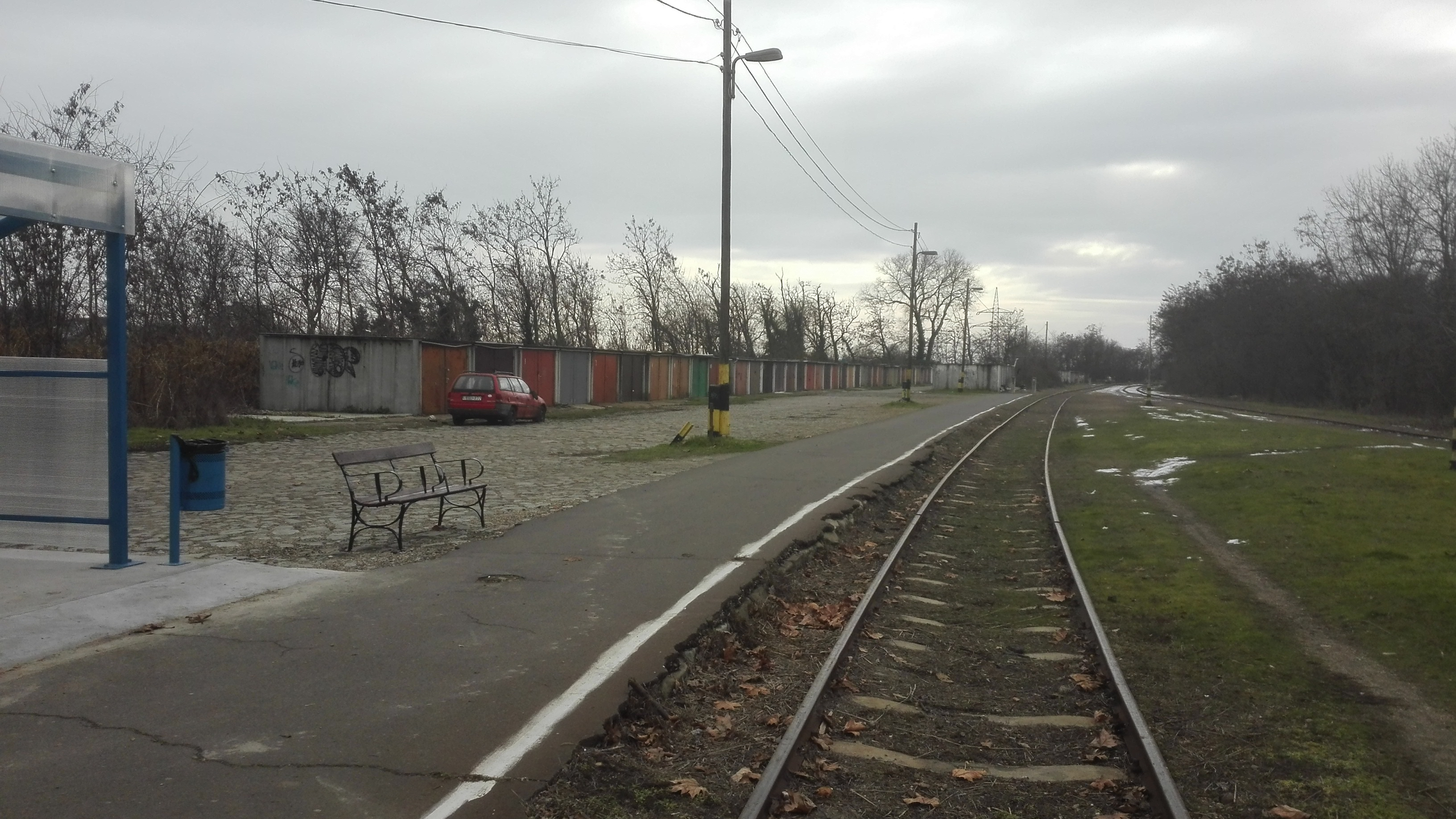
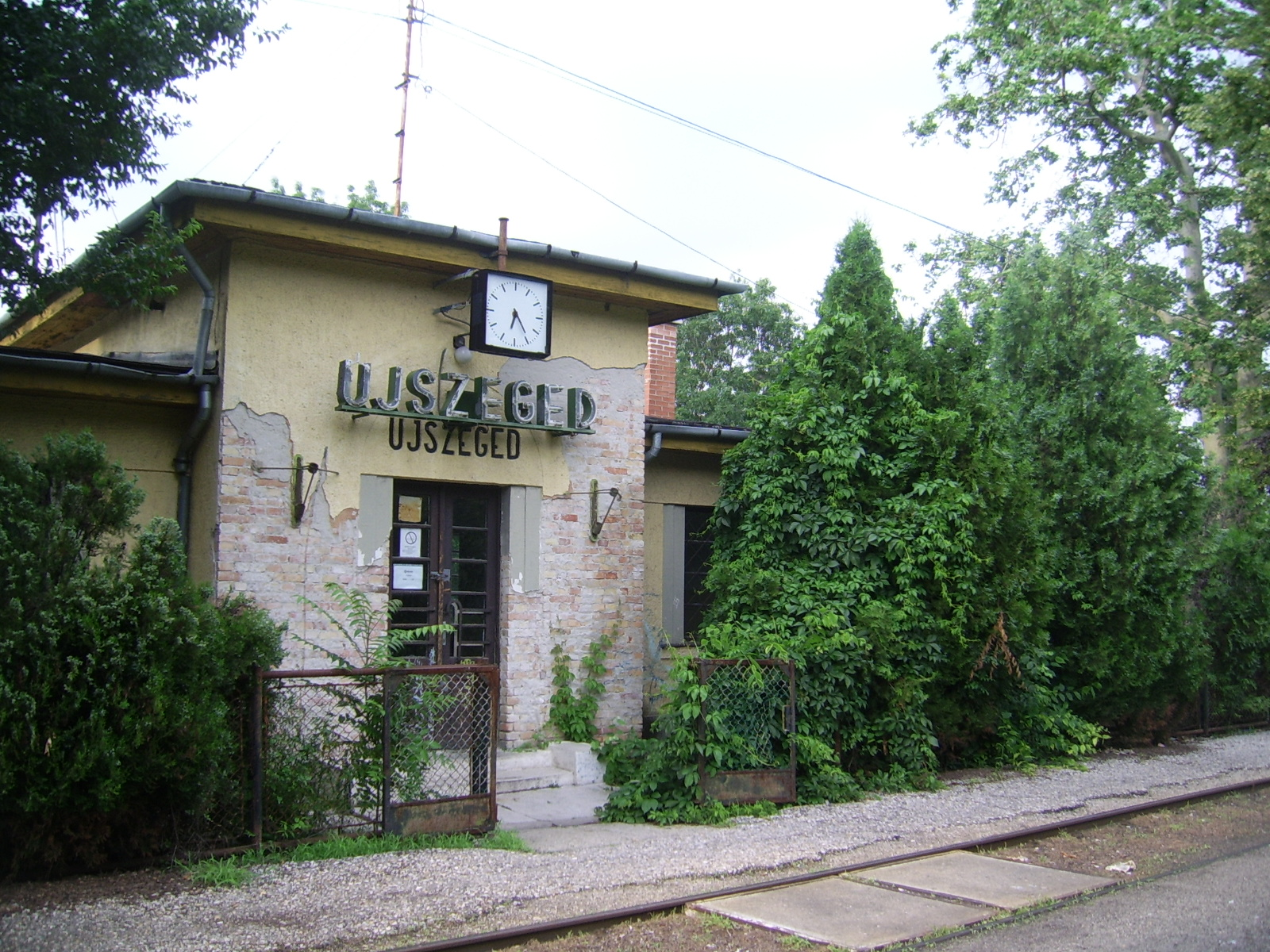
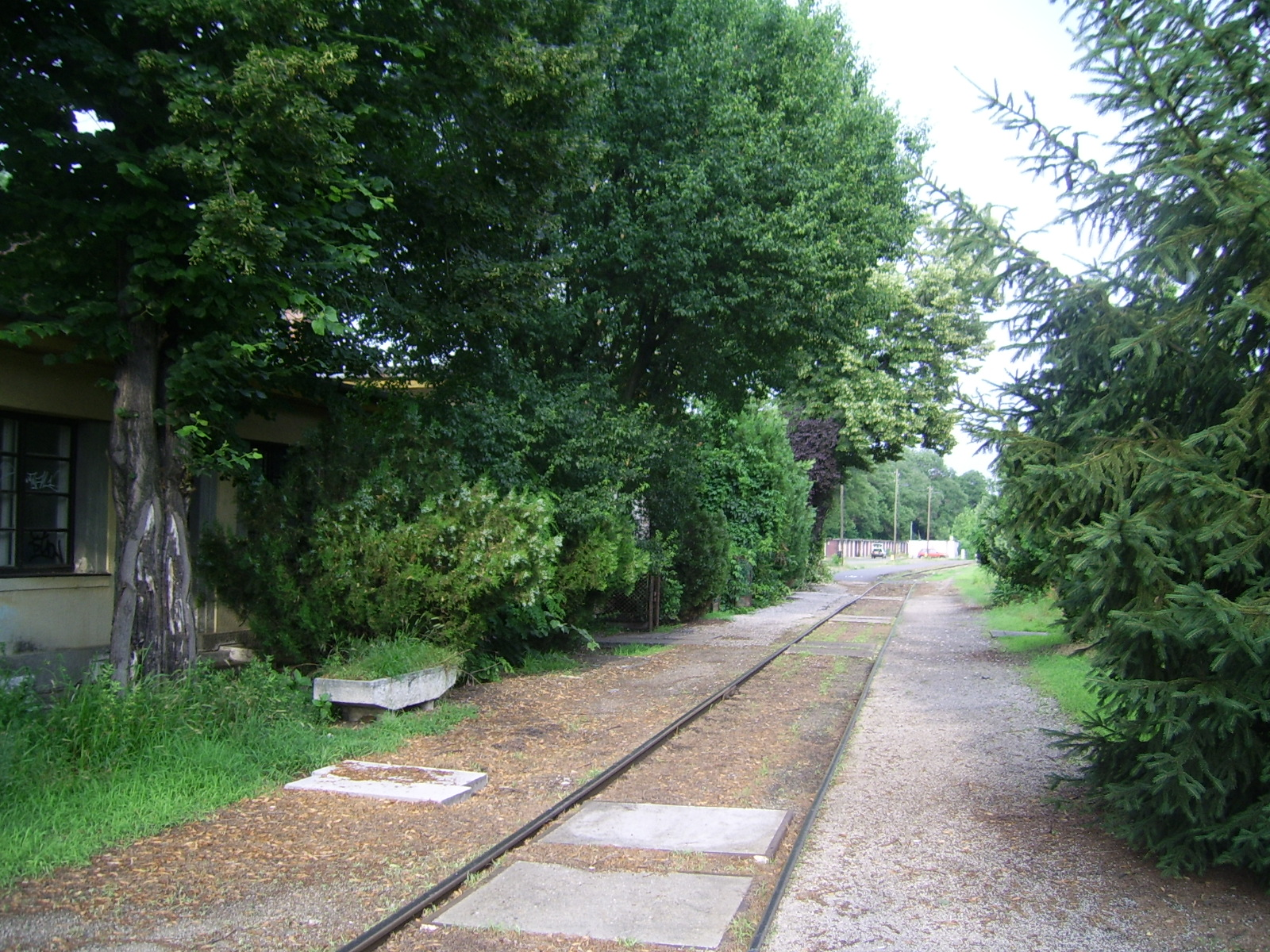
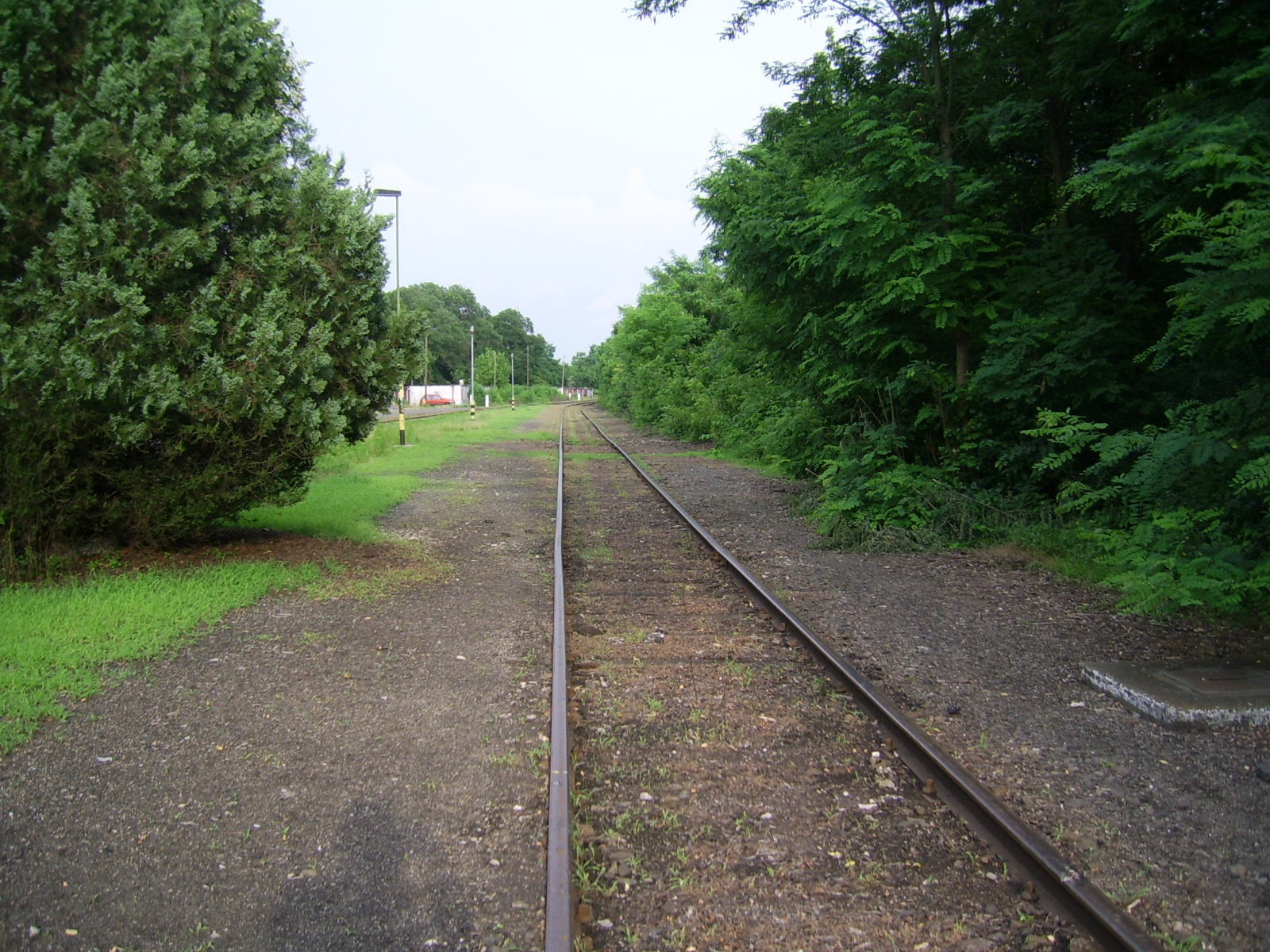
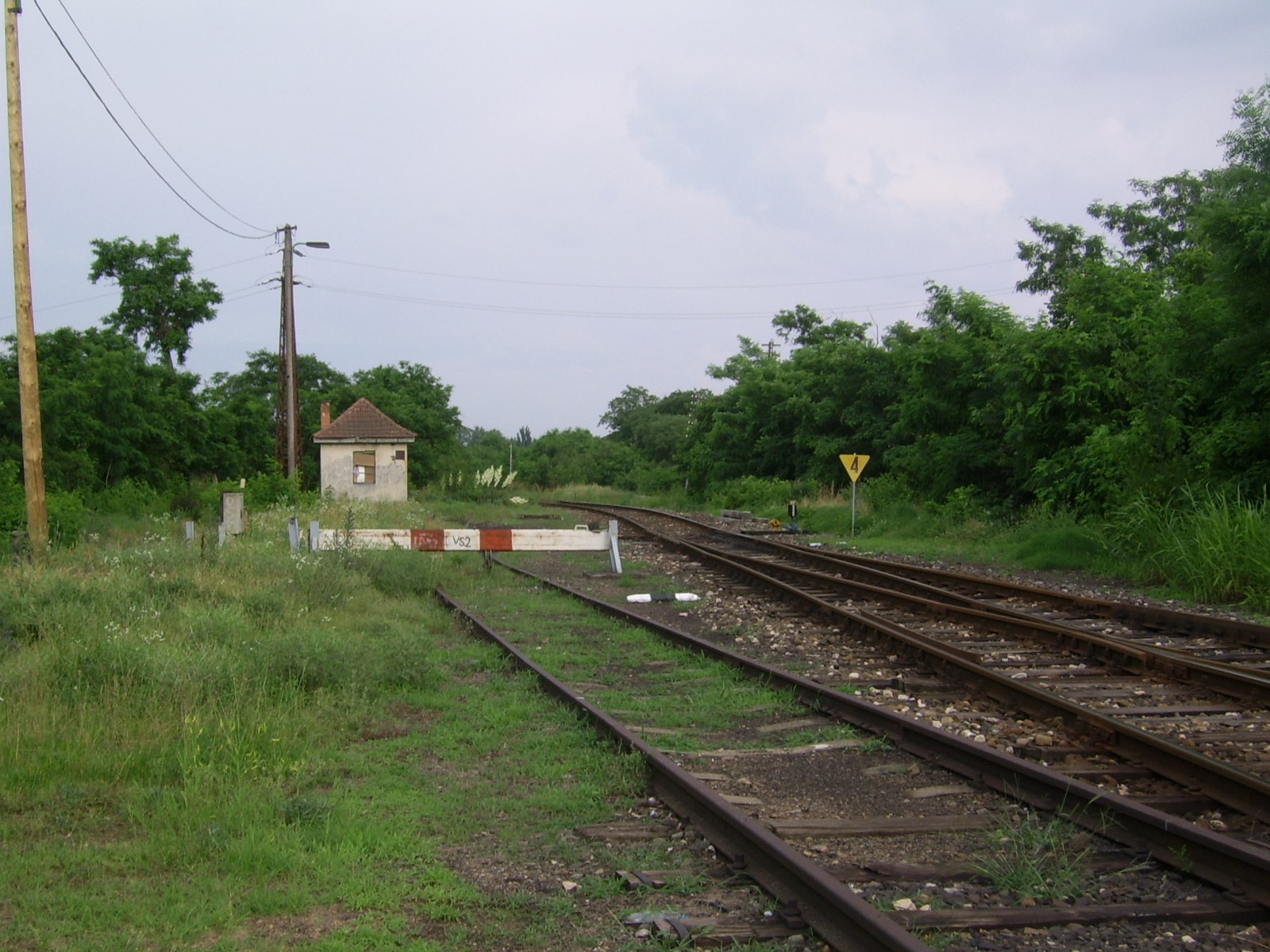

| Járat        | Útvonal | Gyakoriság |
| ------------ | --- | ---------- |
| személyvonat | Békéscsaba – Kétegyháza – Bánkút – Medgyesegyháza – Magyarbánhegyes – Mezőkovácsháza felső – Mezőkovácsháza – Végegyháza – Végegyháza alsó – Belsőkamaráspuszta – Mezőhegyes – Csanádpalota – Nagylaki Kendergyár – Nagylak – Magyarcsanád – Apátfalva – Makó – Kiszombor megálló – Kiszombor – Deszk – Szőreg – Újszeged | Napi 2 pár |